# Simeria

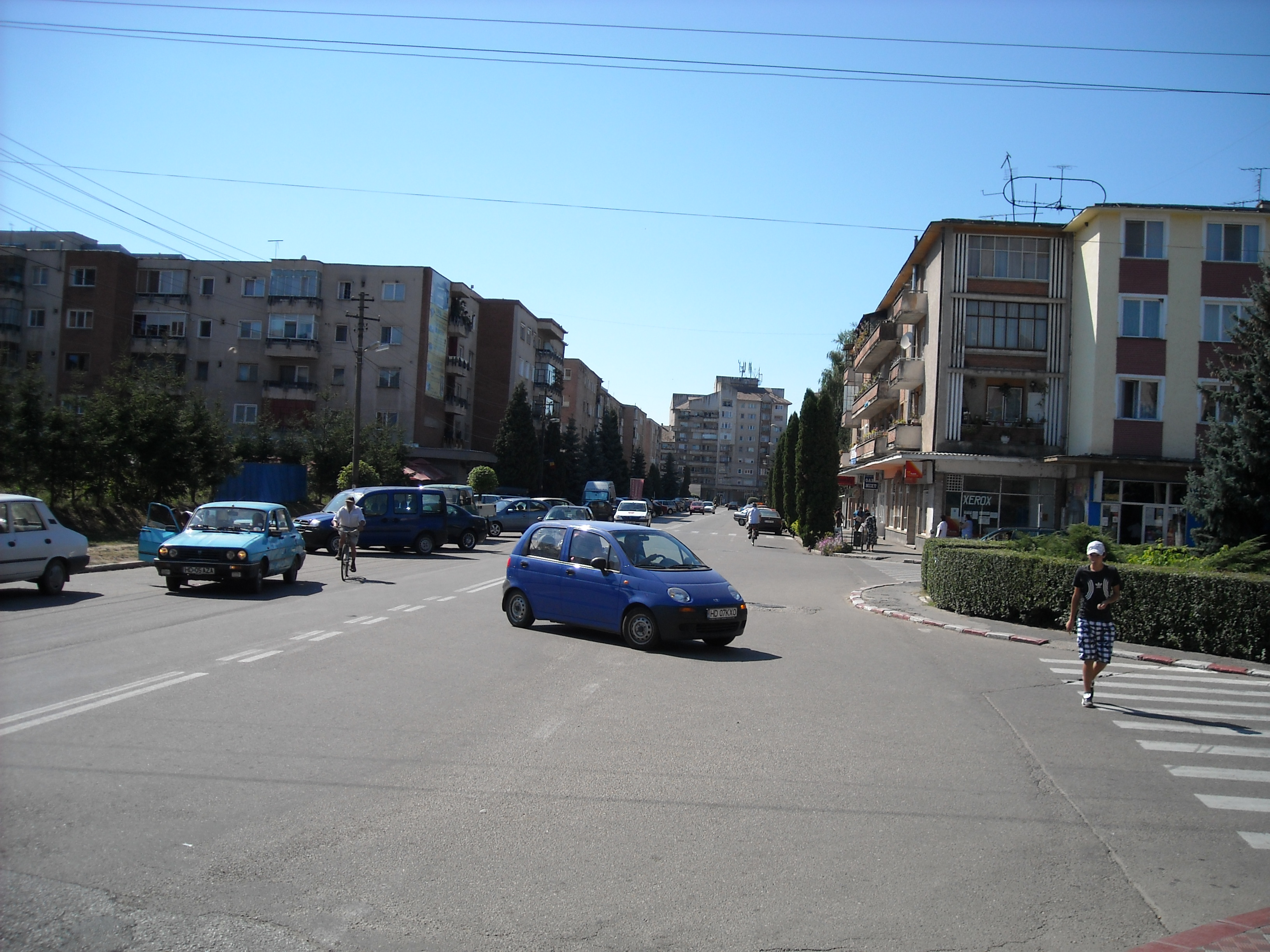
Centro moderno de Simeria, Romênia

Simeria é uma cidade da Romênia com 14.571 habitantes, localizada no judeţ (distrito) de Hunedoara.